# Cancer (astrologie)
Pour les articles homonymes, voir Cancer (homonymie).
 (février 2021).
Améliorez-le ou discutez des points à vérifier. 
Le signe astrologique du Cancer, de symbole ♋︎, est lié aux personnes nées entre le 21 juin et le 22 juillet en astrologie tropicale. Il correspond pour celle-ci (la plus populaire en Occident) à un angle compris entre 90 et 120 degrés comptés sur l'écliptique (le cercle des signes du zodiaque) à partir du point vernal. Il est associé à la constellation du même nom en astrologie sidérale.

## Origine, mythologie
« Cancer » est un mot latin qui désigne le crabe. Chez les Mésopotamiens, la constellation du Cancer se nomme le Crabe. Connue des anciens Égyptiens, c'est l'une des 48 constellations identifiées par Claude Ptolémée dans son Almageste. Dans la mythologie grecque, cette constellation représente le crabe qu'Héra envoya sur Hercule lors de son combat avec L'hydre, et qui fut écrasé.
Le signe du Cancer est associé à la lune, donc aux déesses grecques Artémis, Hécate et Séléné.

## Astrologie
Le Cancer est un signe cardinal lié à l'élément classique d'eau, principe d'émotivité qu'il partage avec le Scorpion et les Poissons. Sa planète maîtresse est la Lune, symbole de la petite enfance, de l'influençabilité et du rêve. Jupiter y est exaltée, force d'assimilation de ce qui vient de l'extérieur.
Dans son Tetrabiblos, Claude Ptolémée rejette les décans, dont les maîtres nous sont toutefois connus par Teukros (Ier siècle apr. J.-C.) : le premier décan du Cancer est gouverné par Vénus, le 2e par Mercure et le troisième par la Lune.
Son signe opposé et complémentaire est le Capricorne.
Le Cancer représente les eaux maternelles, la protection et le commencement (inconscient personnel), à l'inverse du Scorpion qui est l'eau stagnante, vaseuse (inconscient de l'espèce humaine) et des Poissons qui eux sont l'océan infini (inconscient cosmique).
Ses domaines sont la famille, la gestation, l'enfance. Dans l'astrologie égyptienne, le signe est rattaché à la déesse Isis, protectrice des enfants. De fait, le natif a l'esprit de famille, et son âme d'enfant en fait un être attachant et rêveur.
Impressionnable, le Cancer est sensible aux variations d'ambiance. Très attaché à son foyer, il s'épanouit dans les lieux intimes. Il est timide et bienveillant. Le natif défend fidèlement les siens, et la dépendance envers eux peut être l'un de ses points faibles. Il est très attaché au passé et les pinces de l'animal symbolisent sa ténacité.

## Illustrations

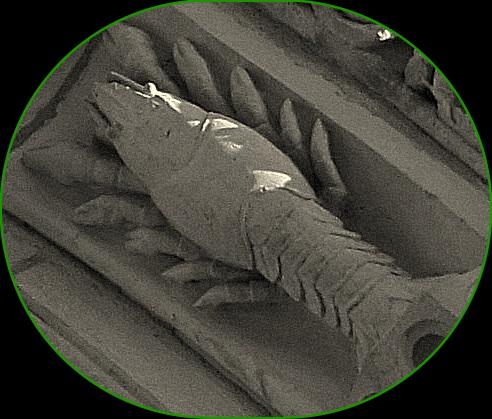
Portail nord de la cathédrale de Chartres.
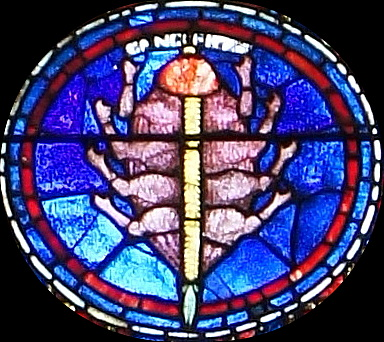
Vitrail sud de la cathédrale de Chartres.
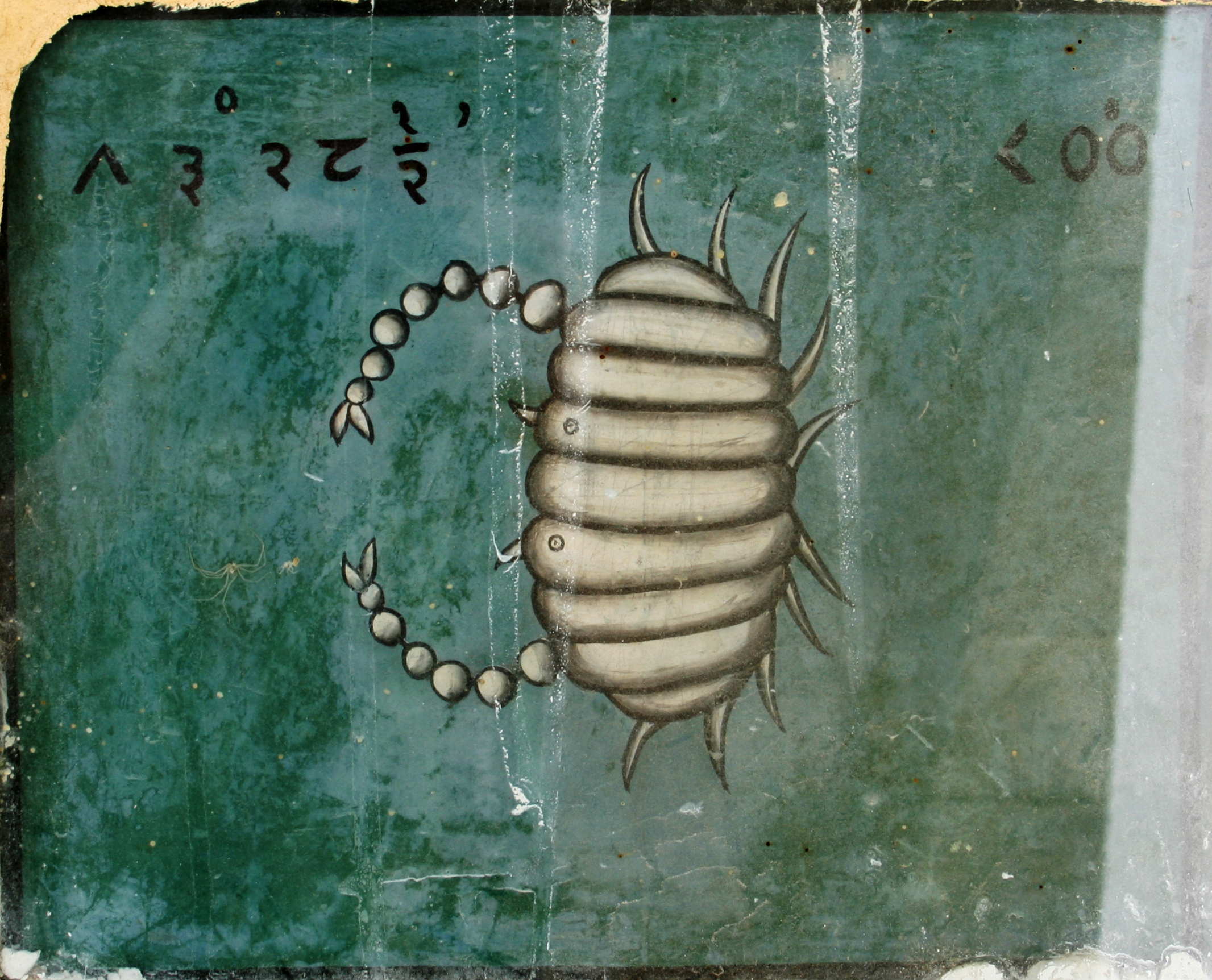
Signe du cancer, Jantar Mantar, Jaipur, Inde. XVIIIe siècle.